# Nagisa Abe
Nagisa Abe (Obihiro, 31 oktober 1983) is een Japanse zangeres en actrice. Ze had een bijrol in de film Swing Girls (2004) en de reeks Swing Girls Side Stories (2004) als Reiko Shimoda en een hoofdrol in Spring Days (2007).